# Liste der Kulturdenkmäler in Großkrotzenburg
Die folgende Liste enthält die in der Denkmaltopographie ausgewiesenen Kulturdenkmäler auf dem Gebiet  der Gemeinde Großkrotzenburg, Main-Kinzig-Kreis, Hessen.
Hinweis: Die Reihenfolge der Denkmäler in dieser Liste orientiert sich zunächst an Ortsteilen und anschließend der Anschrift, alternativ ist sie auch nach der Bezeichnung, der vom Landesamt für Denkmalpflege vergebenen Nummer oder der Bauzeit sortierbar.
Kulturdenkmäler werden fortlaufend im Denkmalverzeichnis des Landes Hessen durch das Landesamt für Denkmalpflege Hessen auf Basis des Hessischen Denkmalschutzgesetzes (HDSchG) geführt. Die Schutzwürdigkeit eines Kulturdenkmals hängt nicht von der Eintragung in das Denkmalverzeichnis des Landes Hessen oder der Veröffentlichung in der Denkmaltopographie ab.

Das Vorhandensein oder Fehlen eines Objekts in dieser Liste ist keine rechtsverbindliche Auskunft darüber, ob es Kulturdenkmal ist oder nicht: Diese Liste entspricht möglicherweise nicht dem aktuellen Stand der offiziellen Denkmaltopographie. Diese ist für Hessen in den entsprechenden Bänden der Denkmaltopographie Bundesrepublik Deutschland und im Internet unter DenkXweb – Kulturdenkmäler in Hessen einsehbar. Auch diese Quellen sind, obwohl sie durch das Landesamt für Denkmalpflege Hessen aktualisiert werden, nicht immer aktuell, da es im Denkmalbestand immer wieder Änderungen gibt.
Eine verbindliche Auskunft erteilt allein das Landesamt für Denkmalpflege Hessen.
Nutze diese Kartenansicht, um Koordinaten in der Liste zu setzen. In dieser Kartenansicht sind Kulturdenkmale ohne Koordinaten mit einem roten bzw. orangen Marker dargestellt und können in der Karte gesetzt werden. Kulturdenkmale ohne Bild sind mit einem blauen bzw. roten Marker gekennzeichnet, Kulturdenkmale mit Bild mit einem grünen bzw. orangen Marker.

## Kulturdenkmäler
| Bild                                | Bezeichnung                                           | Lage                                                                                            | Beschreibung | Bauzeit | Objekt-Nr. |
| ----------------------------------- | ----------------------------------------------------- | ----------------------------------------------------------------------------------------------- | ------------ | ------- | ---------- |
| Gesamtanlage Ortskern Breite Straße | Gesamtanlage Ortskern Breite Straße                   | Lage                                                                                            |              |         | 121792 DDB |
| weitere Bilder                      | Jüdischer Friedhof                                    | Am Judenkirchhof LageFlur: 10, Flurstück: 124/1                                                 |              |         | 121510 DDB |
| Flurkreuz                           | Flurkreuz                                             | An der Hanauer Landstraße LageFlur: 20, Flurstück: 310/1                                        |              |         | 121842 DDB |
| Bildstock                           | Bildstock                                             | Auf den Waitzweg LageFlur: 10, Flurstück: 217/1                                                 |              |         | 121850 DDB |
| Flurkreuz                           | Flurkreuz                                             | Auf den Waitzweg LageFlur: 9, Flurstück: 184/5                                                  |              |         | 121846 DDB |
|                                     |                                                       | Augustastraße 18 LageFlur: 7, Flurstück: 902/118                                                |              |         | 121834 DDB |
|                                     |                                                       | Augustastraße 20 LageFlur: 7, Flurstück: 901/118                                                |              |         | 121835 DDB |
|                                     |                                                       | Augustastraße 25 LageFlur: 7, Flurstück: 873/118                                                |              |         | 121836 DDB |
| Bild gesucht BW                     | Hochkreuz                                             | Bahnhofstraße 3 LageFlur: 12, Flurstück: 393/126                                                |              |         | 121501 DDB |
| weitere Bilder                      |                                                       | Bahnhofstraße 4 LageFlur: 7, Flurstück: 118/106                                                 |              |         | 121837 DDB |
| weitere Bilder                      |                                                       | Bahnhofstraße 5 LageFlur: 12, Flurstück: 462/393                                                |              |         | 121498 DDB |
| weitere Bilder                      |                                                       | Bahnhofstraße 7 LageFlur: 12, Flurstück: 393/104                                                |              |         | 121499 DDB |
| weitere Bilder                      |                                                       | Bahnhofstraße 14/16 LageFlur: 7, Flurstück: 118/55, 118/57                                      |              |         | 121500     |
| weitere Bilder                      | Friedhof mit Einfriedung, Hochkreuz und Grabdenkmalen | Bahnhofstraße 15 LageFlur: 12, Flurstück: 282/1                                                 |              |         | 121838 DDB |
| Ehem. Gaststätte Niederwald         | Ehem. Gaststätte Niederwald                           | Bahnhofstraße 75 LageFlur: 12, Flurstück: 159/66                                                |              |         | 121497 DDB |
| weitere Bilder                      |                                                       | Borngasse 1 LageFlur: 13, Flurstück: 483/289                                                    |              |         | 121503 DDB |
|                                     |                                                       | Breite Straße 6 LageFlur: 13, Flurstück: 285/1                                                  |              |         | 121504 DDB |
| weitere Bilder                      |                                                       | Breite Straße 8 LageFlur: 13, Flurstück: 294/1                                                  |              |         | 121839 DDB |
| weitere Bilder                      |                                                       | Breite Straße 10 LageFlur: 13, Flurstück: 443/296                                               |              |         | 121505 DDB |
| weitere Bilder                      | Ehem. Schule                                          | Breite Straße 22 LageFlur: 13, Flurstück: 338                                                   |              |         | 121508 DDB |
| weitere Bilder                      |                                                       | Breite Straße 24 LageFlur: 13, Flurstück: 341/1                                                 |              |         | 121840 DDB |
|                                     |                                                       | Enge Gasse 7 LageFlur: 13, Flurstück: 105/1                                                     |              |         | 121509 DDB |
| Bildstock                           | Bildstock                                             | Geschwister-Scholl-Schule LageFlur: 12, Flurstück: 309/10                                       |              |         | 121849 DDB |
| Heiligenhäuschen                    | Heiligenhäuschen                                      | Hanauer Landstraße 63 LageFlur: 16, Flurstück: 280/3                                            |              |         | 121841 DDB |
| weitere Bilder                      | Schule                                                | Im Römerkastell 1 LageFlur: 13, Flurstück: 333/4                                                |              |         | 121506 DDB |
| weitere Bilder                      | Mittelalterliche Umwehrung, Römische Kastellmauer     | Im Römerkastell 1, Nebenstraße 20, Im Römerkastell 2 LageFlur: 13, Flurstück: 333/3, 333/4, 344 |              |         | 121502 DDB |
| weitere Bilder                      | Heimatmuseum                                          | Im Römerkastell 2 LageFlur: 13, Flurstück: 333/3                                                |              |         | 121507 DDB |
|                                     |                                                       | Louisenstraße 9 LageFlur: 7, Flurstück: 793/118                                                 |              |         | 121843 DDB |
|                                     |                                                       | Louisenstraße 16/18 LageFlur: 7, Flurstück: 811/118, 812/118                                    |              |         | 121844     |
| Flurkreuz                           | Flurkreuz                                             | Neben der Feldlache LageFlur: 18, Flurstück: 348                                                |              |         | 121833 DDB |
| weitere Bilder                      |                                                       | Nebenstraße 15 LageFlur: 14, Flurstück: 42/7                                                    |              |         | 121512 DDB |
|                                     |                                                       | Nebenstraße 17 LageFlur: 14, Flurstück: 41/4                                                    |              |         | 121513 DDB |
| weitere Bilder                      | Pfarrkirche St. Laurentius                            | Nebenstraße 20 LageFlur: 13, Flurstück: 343, 345/1                                              |              |         | 121511 DDB |
| weitere Bilder                      | Pfarrhaus, ehem. Propstei des St. Peter Stifts        | Nebenstraße 27 LageFlur: 14, Flurstück: 330/29                                                  |              |         | 121514 DDB |
| weitere Bilder                      |                                                       | Nebenstraße 29 LageFlur: 14, Flurstück: 26/1                                                    |              |         | 121515 DDB |
| weitere Bilder                      |                                                       | Nebenstraße 34 LageFlur: 13, Flurstück: 326/1                                                   |              |         | 121845 DDB |
|                                     |                                                       | Nebenstraße 35 LageFlur: 14, Flurstück: 21/1                                                    |              |         | 121516 DDB |
| Kreuzburggymnasium                  | Kreuzburggymnasium                                    | Niederwaldstraße 1 LageFlur: 11, Flurstück: 20/3                                                |              |         | 121517 DDB |
| Bahnhof Großkrotzenburg             | Bahnhof Großkrotzenburg                               | Niederwaldstraße 2 LageFlur: 8, Flurstück: 7/17                                                 |              |         | 122266 DDB |
|                                     |                                                       | Oberhaagstraße 6 LageFlur: 13, Flurstück: 176/1                                                 |              |         | 121518 DDB |
| weitere Bilder                      |                                                       | Sackgasse 1 LageFlur: 13, Flurstück: 173/5                                                      |              |         | 121520 DDB |
|                                     |                                                       | Sackgasse 9 LageFlur: 13, Flurstück: 157/1                                                      |              |         | 121847 DDB |
| weitere Bilder                      |                                                       | Steingasse 7 LageFlur: 13, Flurstück: 172/1                                                     |              |         | 121522 DDB |
| weitere Bilder                      | Ehemalige Synagoge                                    | Steingasse 10 LageFlur: 13, Flurstück: 123/5                                                    |              |         | 121521 DDB |
| Bild gesucht BW                     | Ehemaliges jüdisches Frauenbad                        | Steingasse 12 LageFlur: 13, Flurstück: 123/2                                                    |              |         | 121848 DDB |
|                                     |                                                       | Unterhaagstraße 17a LageFlur: 13, Flurstück: 255/2                                              |              |         | 121519 DDB |